# Hypericum parvulum
Hypericum parvulum är en johannesörtsväxtart som beskrevs av Edward Lee Greene. Hypericum parvulum ingår i släktet johannesörter, och familjen johannesörtsväxter. Inga underarter finns listade i Catalogue of Life.